# Policarpo Ribeiro de Oliveira
Policarpo Ribeiro de Oliveira, meglio conosciuto come Poly (Macaé, 21 dicembre 1907 – Campos dos Goytacazes, maggio 1986), è stato un calciatore brasiliano.

## Carriera
In vent'anni di carriera ha giocato solo per l'Americano.
Con la Nazionale brasiliana ha partecipato al Mondiale 1930.

## Palmarès

### Club
- Campionato di Campos dos Goytacazes: 6

Americano: 1925, 1930, 1934, 1935, 1939, 1944